# Lamkopf
Der Lamkopf (auch Lammkopf) ist ein 2846 m ü. A. hoher Berg im Hochkönigstock in den Berchtesgadener Alpen. Er liegt im Bezirk Zell am See im österreichischen Land Salzburg.
Der Gipfel kann vom Übergang vom Hochkönig zum Hochseiler bzw. der Übergossenen Alm unschwierig von Norden erreicht werden.
Das erste Gipfelkreuz wurde 1960 errichtet, jedoch 2011 durch Blitzschlag zerstört. 2013 wurde ein neues Gipfelkreuz errichtet.

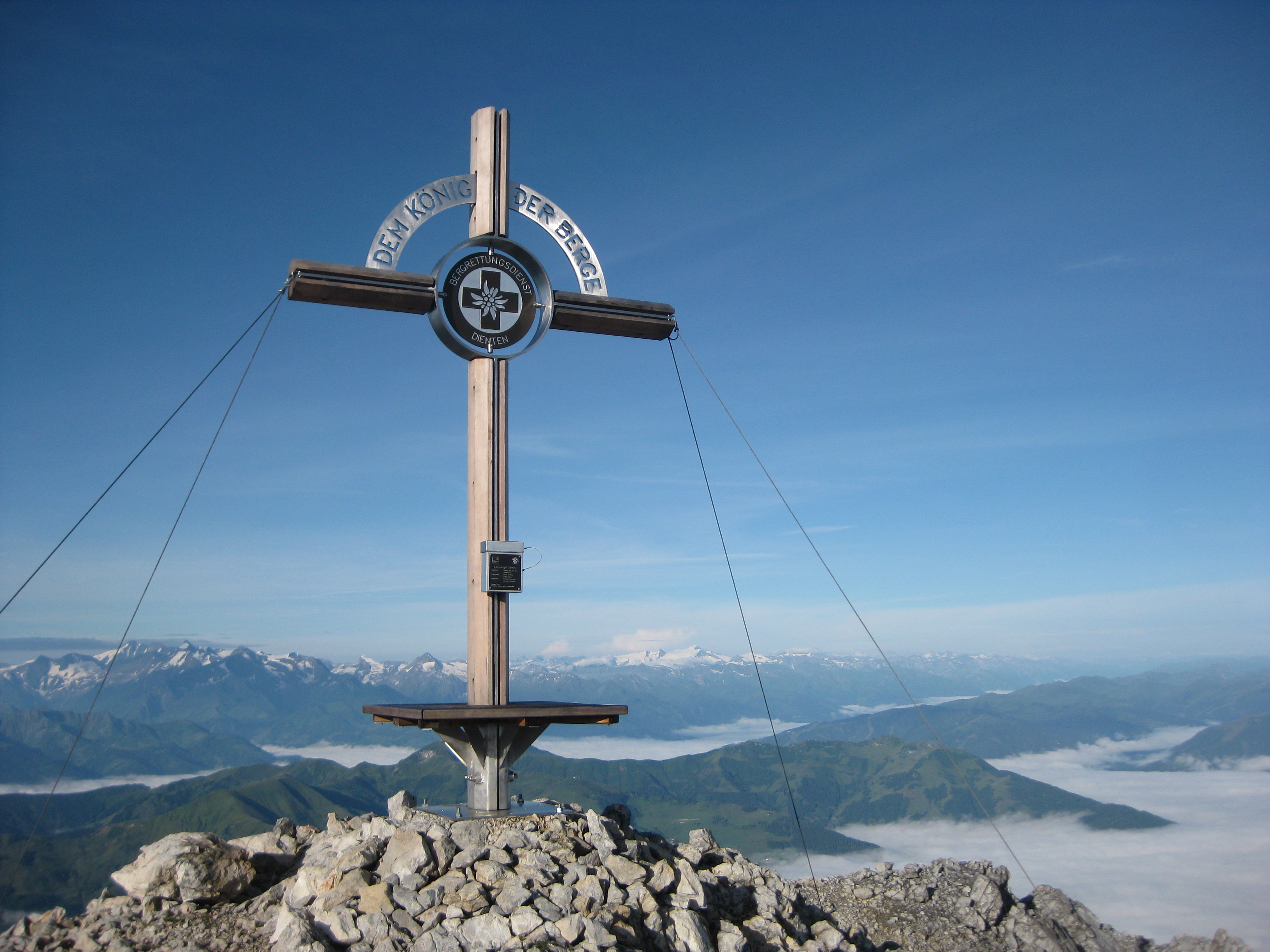
Gipfelkreuz des Lamkopfs (2014)